# Pere Virgili i Ballvé

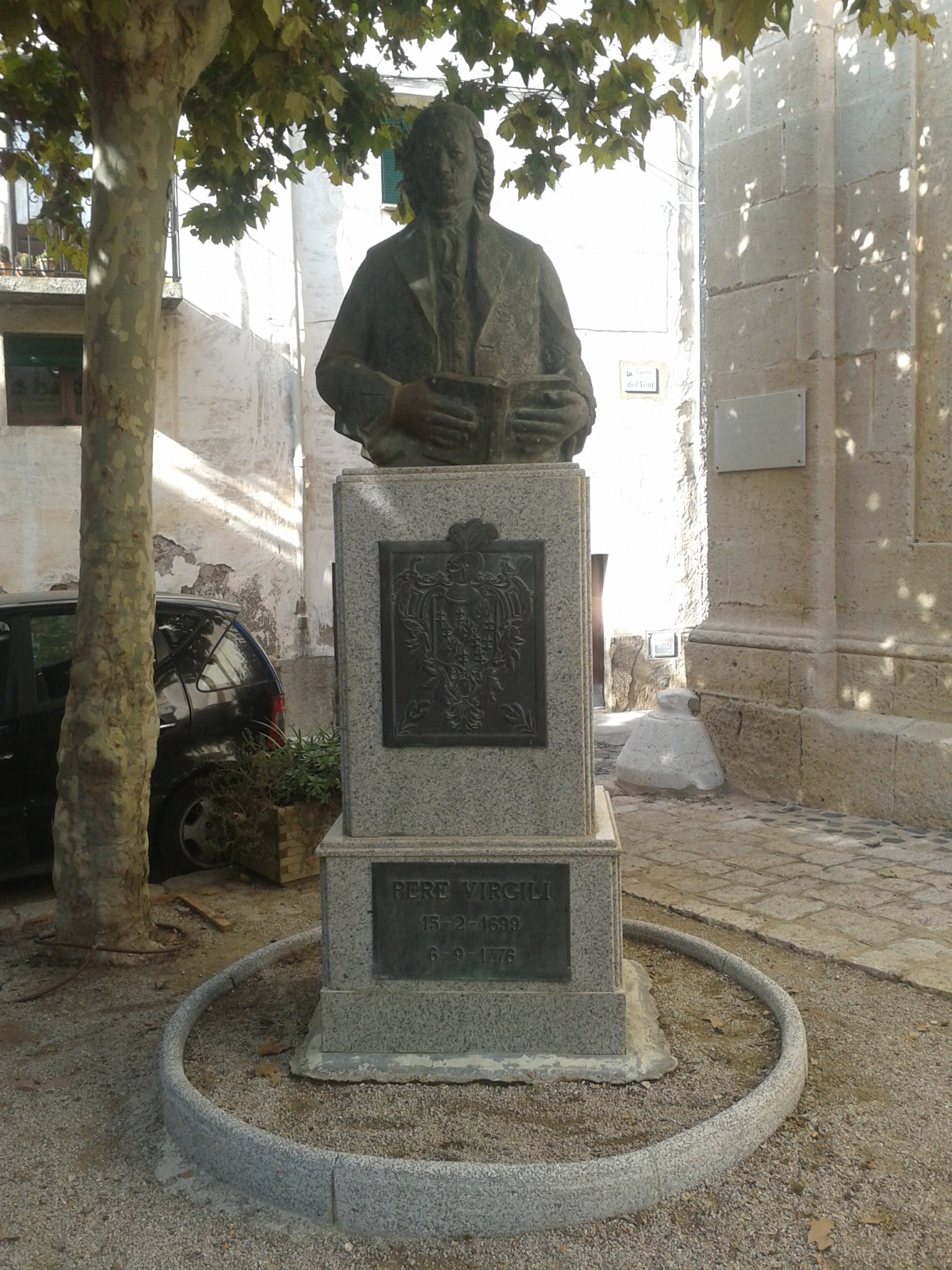
Monument a Pere Virgili al seu poble natal, Vilallonga del Camp

Pere Virgili i Ballvé   (Vilallonga del Camp, 1699 - Barcelona, 1776) fou un cirurgià militar català que formà part del moviment cultural i científic del segle xviii anomenat Il·lustració.

## Biografia
Fill de pagesos, després d'haver-se format a Tarragona com a barber-sagnador, amb 16 anys marxà a França, a peu i sense recursos, per a estudiar a Montpellier i París. Deixeble d'André Levret, aconseguí establir contacte científic amb les principals escoles d'obstetrícia i ginecologia d'Europa. De tornada a Catalunya, exercí com a cirurgià militar a diversos hospitals (Tarragona i València), primer, per posteriorment traslladar-se a Cadis. El 1734, es casà amb Joana Roland, gaditana d’una família de cirurgians d’origen francès, amb qui tingué una única filla, Francesca Rosalia, que el 1753, amb només disset anys, es casà amb el seu oncle i ajudant de cirurgia del seu pare, Lorenzo Roland. El matrimoni tingué un sol fill, Josep Roland Virgili (1760–1791).
Primer com a Cirurgià Major de l'Exèrcit, i després en els seus viatges a Amèrica com a Cirurgià Primer de l'Armada, va comprovar les mancances i les dificultats que tenien els professionals de la cirurgia per guarir els soldats que patien qualsevol malaltia o que havien sigut ferits a les batalles. Una situació produïda per la manca de mitjans mèdics però, sobretot, per la ignorància dels que exercien la professió de cirurgià, sense tenir uns coneixements mínims d'anatomia. Per aquest motiu el 1748, s'adreçà al rei Ferran VI, a través del Marquès de l'Ensenada, el seu protector, per aconseguir l'autorització per fundar un col·legi a Cadis on formar nous cirurgians per a l'Armada. Fou el primer centre de l'Estat on s'ensenyava l'art d'operar. El 1768, l'èxit assolit en la formació de nous professionals a Cadis va facilitar que es constituís el col·legi de Barcelona. Fou l'inici d'una nova etapa per la medicina, protagonitzada pels nous cirurgians sorgits d'aquests centres com Antoni Gimbernat i Arbós, Lleonard Galli, Josep Queraltó, Marià Ribes, Francesc Canivell i de Vila, etc. Aquests professionals deguren la seva formació, en gran manera, al guiatge de Pere Virgili.
Pere Virgili no només fou l'innovador dels estudis anatòmics a l'Estat, sinó que també destacà per la seva habilitat com a cirurgià, tal com ho demostren els seus treballs en el camp de la medecina renal i el fet de realitzar la primera traqueotomia amb èxit. La seva fama li va valer perquè el rei Ferran VI el nomenés Cirurgià de Cambra, càrrec que ostentà fins a l'arribada al tron de Carles III. Va morir a la seva casa del carrer de la Portaferrissa el dia 8 de setembre de 1776 i va ser enterrat al desaparegut convent de caputxins de Santa Madrona de Barcelona.
El seu nebot Andreu Montaner i Virgili també era cirurgià, i Pere Virgili el va nomenar director del frustrat Reial Col·legi de Cirurgia de Nova Espanya (Mèxic).

## Reconeixements
L'Hospital militar de Barcelona ha passat a anomenar-se Parc Sanitari Pere Virgili en honor seu, una vegada ha deixat de donar servei militar.
A la seva vila natal, Vilallonga del Camp, hom pot concertar visites pel Museu-Arxiu Doctor Pere Virgili, on hi ha exposades fotografies, gravats, estris i retrats vinculats a Pere Virgili i a la cirurgia espanyola del segle xviii.
Al Museu d'Història de Barcelona es conserva un bust de Pere Virgili portant els plànols del col·legi de cirurgia, atribuït a Ramon Amadeu. El seu retrat, obra de Francesc Galofré i Oller, figura així mateix a la Galeria de Catalans Il·lustres des de 1892.